# Gymnomyza
Gymnomyza és un gènere d'ocells de la família dels melifàgids (Meliphagidae) que es limiten a unes poques illes del sud-oest de l'oceà Pacífic des de la Polinèsia fins Samoa.

## Taxonomia
Segons la Classificació del Congrés Ornitològic Internacional (versió 10.2, 2020) aquest gènere està format per 4 espècies:
- Gymnomyza viridis - menjamel olivaci becgroc.
- Gymnomyza brunneirostris - menjamel olivaci becnegre.
- Gymnomyza samoensis - menjamel mao.
- Gymnomyza aubryana - menjamel corb.